# Sodobni roman o borilnih veščinah
Sodobni roman o borilnih veščinah je prozno delo, ki obravnava tematiko borilnih veščin in se dogaja v drugi polovici 20. stoletja in začetku 21. stoletja. 

## Nastanek sodobnega romana o borilnih veščinah
Gre za mlajšo književno zvrst, ki pa izvira iz dolge, bogate tradicije romanov o kung fuju in samurajih. Nanjo so vplivale druge literarne smeri, predvsem pa filmi in bestselerji oz. prodajne uspešnice.

## Značilnosti sodobnega romana o borilnih veščinah
Medtem ko so bili romani o kung fuju in samurajih krajevno omejeni na Kitajsko in Japonsko, je globalizacija, ki jo je prinesel internet, razširila dogajanje na ves svet. Tudi borilne veščine niso več omejene samo na kung fu in mečevanje, ampak se pojavlja cela paleta različnih veščin. Junake ne vodijo zmeraj plemeniti, požrtvovalni motivi, ampak imajo tudi osebnostne napake, so polni dvomov in občutkov krivde. Poglavitna oblika je akcijski triler, prisotni pa so elementi fantastike, grozljivke, detektivke, erotike in športnega romana.

## Pisatelji in njihova dela
Utemeljitelj zvrsti je Eric Van Lustbader s serijo šestih romanov o nindži Nicholasu Linnearu v delih Nindža (1980), Miko (1984), Beli nindža (1990), Kajšo (1993), Plavajoče mesto (1994) in Druga koža (1995). Lustbader je avtor več kot 25. prodajnih uspešnic. Od kolega Roberta Ludluma je prevzel pisanje nadaljevanj romanov o Jasonu Borneu. Do l. 2012 jih je napisal že sedem.
- Rodney William Whitaker Trevanian: Šibumi (1979).
- Marc Olden: Džiri (1982), Dajšo (1983), Gajdžin (1986), Oni (1987), Meč maščevanja (1989), Kisaeng (1991).
- Richard La Plante: Mantis (1992), Leopard (1993), Blus sterodiov (1996) in Umor z mislijo (1997), Tenge: Bojevnik z dušo (1988) in Tenge: Smrtonosni udarec (1990).
- Barry Eisler: Dež (2002), Težki dež (2003), Nevihta (2004), Morilski dež (2005), Poslednji morilec (2006), Rekvijem za morilca (2007), Navezanost (2011) idr.
- John Donohue: Sensej (2003), Deši (2006), Tengu, gorski škrat (2008) in Senca Kage (2011).
- Boris Akutin: Prevoz diamantov (2003).
- Arthur Bradley: Postopek izločitve (2006).
- Artur Rosenfeld: Sezona sekanja (2007), Tihi učitelj (2009), Krokodil in žerjav: Roman o nesmrtnosti in apokalipsi (2007).